# Skärsnäppa
Skärsnäppa (Calidris maritima) är en liten vadarfågel som tillhör familjen snäppor. Den häckar utmed arktiska kuster, på tundra och i högt belägna fjälltrakter i Nordamerika, norra Europa och norra Sibirien. Vintertid håller den till på kustnära skär. Den minskar i antal, men anses ändå livskraftig.

## Utseende och läte

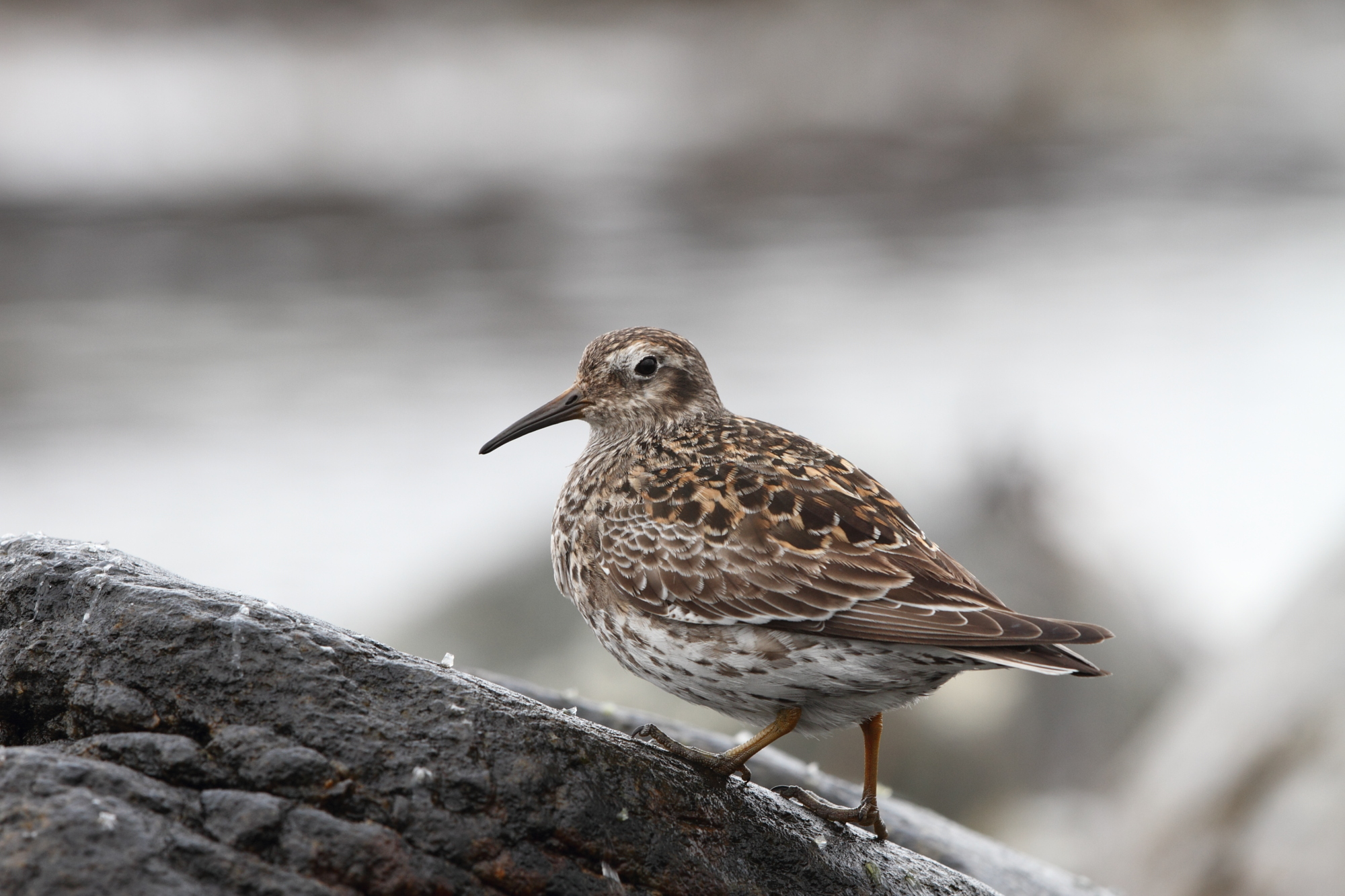
Skärsnäppa i häckningsdräkt.

Med en kroppslängd på 19–22 cm är skärsnäppan bara lite större än kärrsnäppan (Calidris alpina) som den påminner mycket om, främst i flykten. Den är dock kompaktare och har en kortare hals än kärrsnäppan vilket ger den en ett bulligt utseende. Den svarta stjärten sticker ut längre än vingspetsarna på en sittande kärrsnäppa. 
I sommardräkt är kroppen är mörk upptill med en svagt lila glans. Skulderfjädrarna är gråsvarta och blir rödbruna längre in mot kroppen och de har en vit bräm. Den är mestadels vit undertill med en gråbeige vattring. Bröstet är gråvattrat och gumpen svart. Näbben är mörk och benen gulgrå. Ungfågeln har jämfört med den adulta kraftigt orangefärgade ben, gul näbbrot och ljusare bröst. 
I vinterdräkt är skärsnäppan mörkare, med enfärgat brungrått huvud utan ögonbrynsstreck samt likfärgat bröst och ovansida. Benen är senapsgula och även den adulta fågeln har gul näbbrot. I flykten ter den sig mörk med vitaktig buk, "armhålor" och övergumpssidor. På vingarna syns ett smalt och otydligt ljust vingband.
Locklätet är ett kort, nasalt krit-krit eller krruitt.  Sång i spelflykt är ett kärrsnäppelikt surrande läte. Den varnar med ett skrattande kryhyhyhyhy.

## Utbredning
Skärsnäppan häckar på tundran i nordvästra Europa, norra Sibirien och dess öar, samt arktiska öar i Kanada och kustområden på Grönland. Dessutom finns skärsnäppan på Färöarna, Skottland och Svalbard. Merparten av världspopulationen av skärsnäppa är flyttfåglar, men vissa populationer stannar om vinter i sina häckningsområden året runt och då ibland i flockar på flera tusen. 

### Förekomst i Sverige
I Sverige häckar den på högt belägna platåer i fjällens lavzon från norra Härjedalen till Torne lappmark. De flesta skärsnäpporna i Sverige flyttar till sydligare områden i Europa men man ser mindre flockar på vågöversköljda små skär i ytterskärgården på västkusten om vintern.

## Taxonomi och systematik
Skärsnäppan beskrevs som art 1764 av den danske zoologen Morten Thrane Brünnich, då i placerad i släktet Tringa. Tidigare ansågs klippsnäppa (Calidris ptilocnemis) vara en underart till skärsnäppa, men den kategoriseras idag som en egen art. Skärsnäppan räknas därmed som monotypisk, det vill säga att den inte delas in i några underarter. Arten är förutom klippsnäppan även nära släkt med kärrsnäppan (Calidris alpina) och på lite längre håll sandlöparen (Calidris alba).

## Ekologi

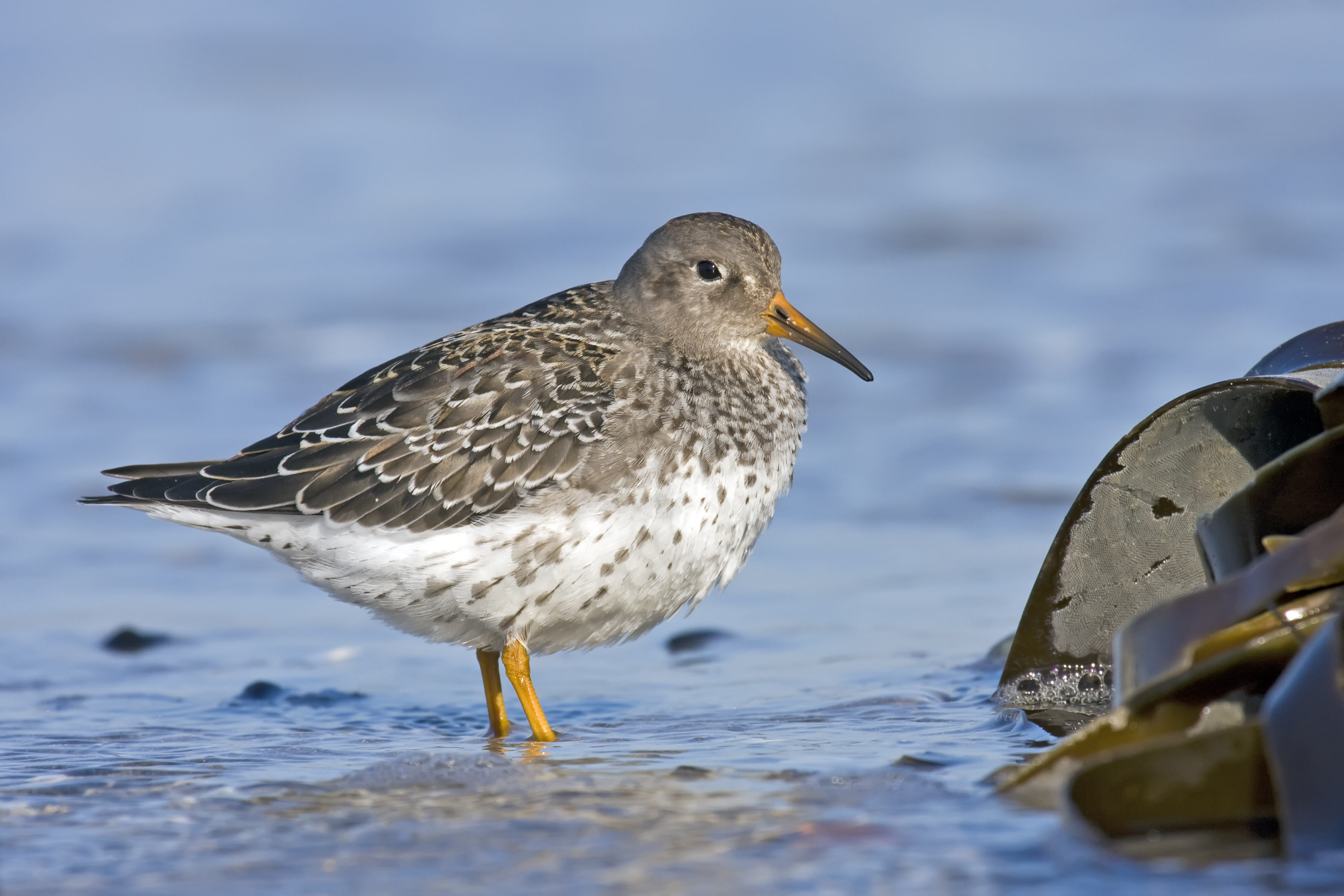
Adult skärsnäppa i vinterdräkt.

### Biotop och föda
Skärsnäppan häckar på klippiga platser som skär och hällar vid kusten och sjöar på högplatåer i fjällen. Den vill ha karg terräng och trivs på högfjället, upp till 1400 meter över havet. På häckningsplats lever de av bland annat flugor, kräftdjur och spindlar, samt frön och knoppar av diverse växter. Vintertid förekommer den ofta på översköljda tångbevuxna skär ute i kustbandet där den utan problem sitter när bränningarna slår över fågeln. Den lever då mestadels av insekter och blötdjur, men även en del växtdelar.

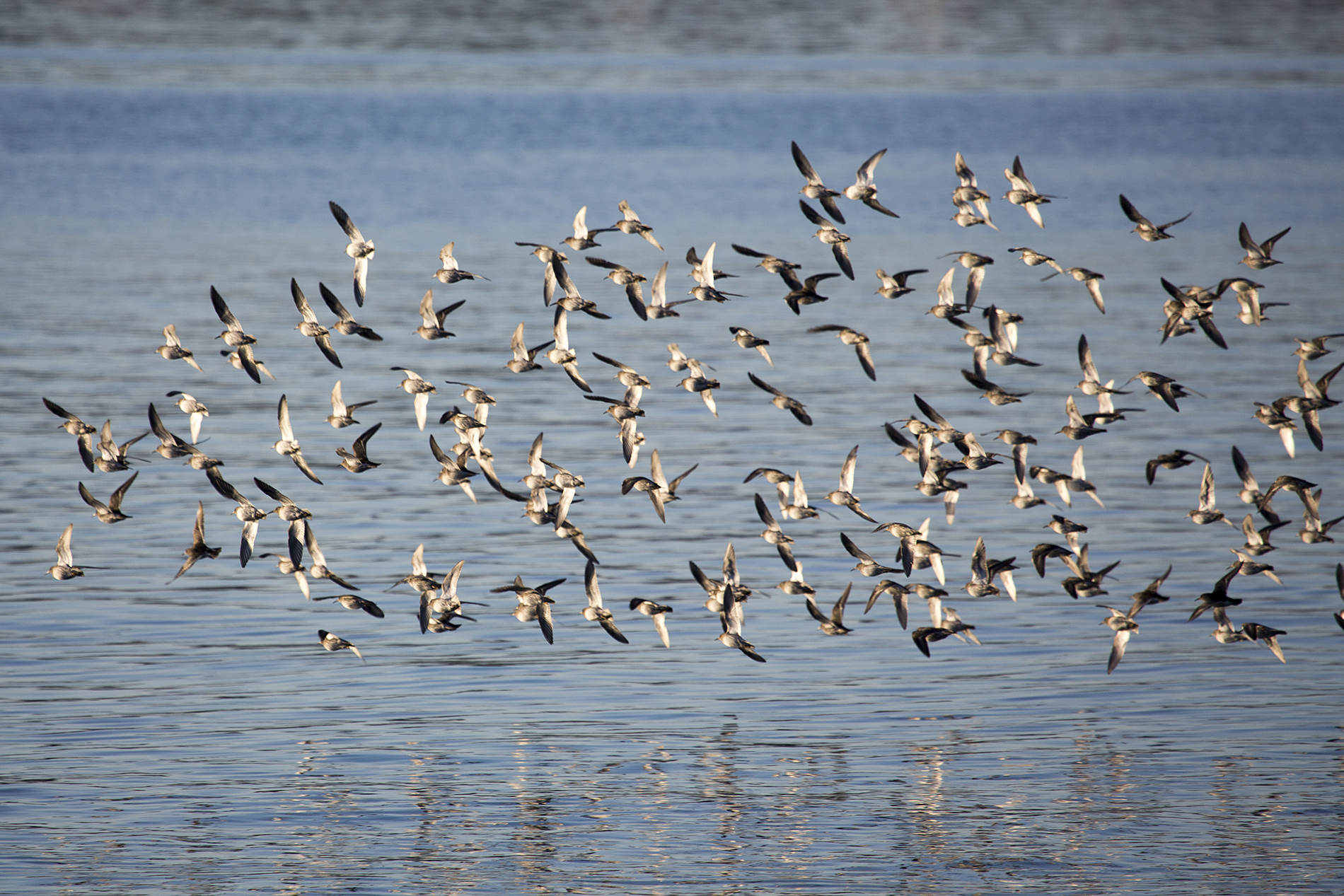

### Häckning

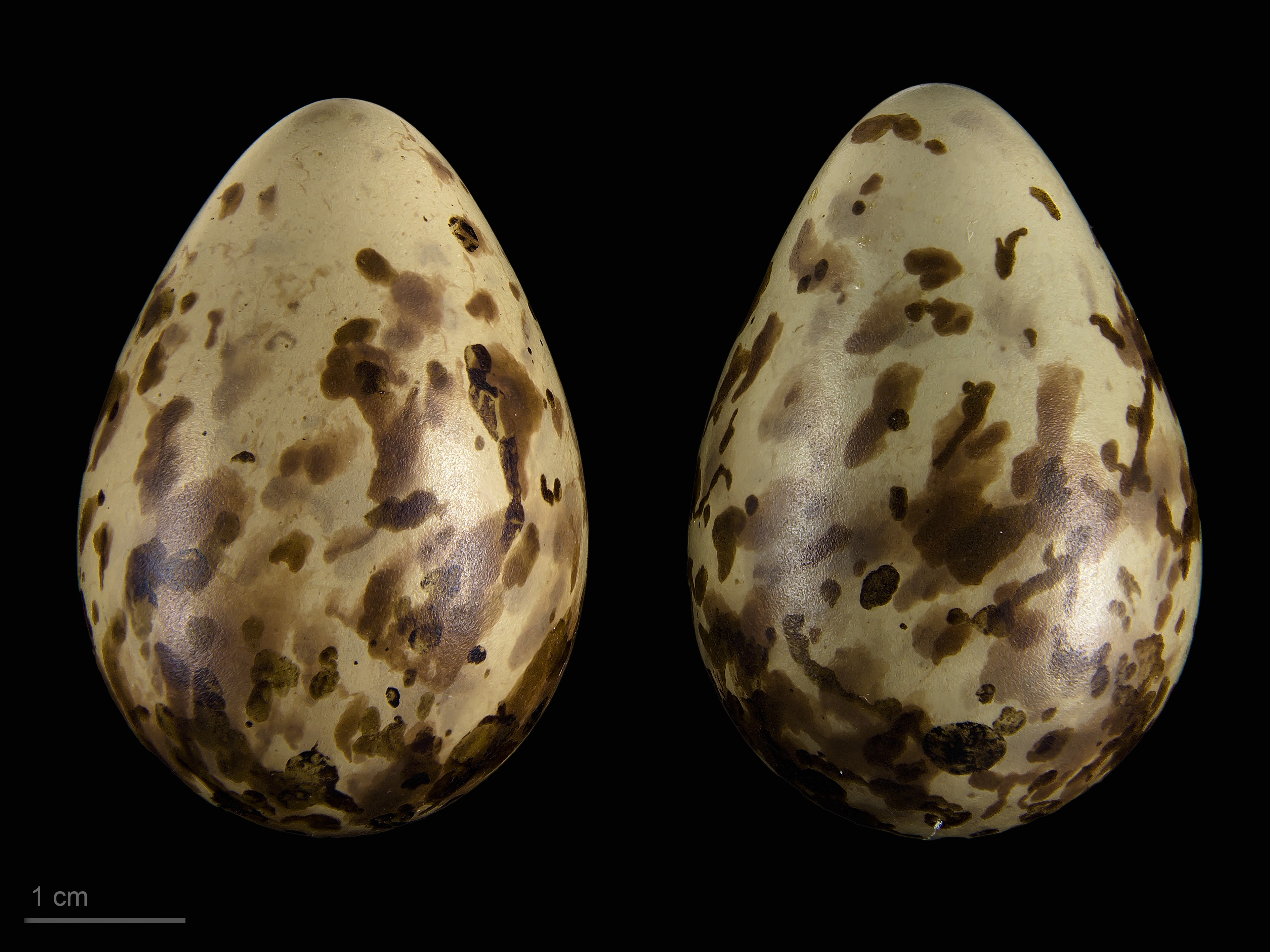
Skärsnäppans ägg.

Boet är en grop i marken, antingen upphöjt på stenar eller in en lägre, fuktig plats. Hanarna gör flera gropar och honan väljer en av dem och lägger tre eller fyra ägg där. Hanen sköter det mesta av ruvningen och tar hand om ungfåglarna. Ruvningstiden brukar vara runt 21–22 dagar och ruvningspassen anmärkningsvärt långa, lite mer än ett halvt dygn. Honan lämnar boplatsen tidigt medan ungarna följer efter hanen. Ungarna livnär sig själva och kan flyga efter tre till fyra veckor. Om någon kommer för nära boet kan de äldre fåglarna spela skadad och därefter springa som en sork. Den högsta kända åldern är åtta år och en månad.

## Skärsnäppa och människan

### Status och hot
Arten har ett stort utbredningsområde och en stor population, men tros minska i antal, dock inte tillräckligt kraftigt för att den ska betraktas som hotad. Internationella naturvårdsunionen IUCN kategoriserar därför arten som livskraftig (LC). Världspopulationen uppskattas till 136 000–191 000 könsmogna individer.
Beståndet i Sverige uppskattas till 3 600 könsmogna individer. Populationen bedöms som livskraftig av Artdatabanken och tas därför inte upp på rödlistan.
Skärsnäppans population tros påverkas negativt av klimatförändringarna. Den är också känslig för störningar.

### Namn
Skärsnäppan har förr också kallats svartgrå strandvipa. I Norrland har den kallats fjäreskurv och i Göteborg och Bohuslän för vassbärare, skärmus och strandpytta. Det vetenskapliga artnamnet maritima är latin för "tillhörande havet".